# 1400-ті до н. е.

## Правителі
- Єгипет: фараони Аменхотеп II та Тутмос IV (XIII династія);